# Antonio Duque
Antonio Duque Gárza (nascido em 13 de novembro de 1939) é um ex-ciclista olímpico mexicano. Representou sua nação em dois eventos nos Jogos Olímpicos de Verão de 1964.